# Schmalbindiger Breitflügel-Tauchkäfer

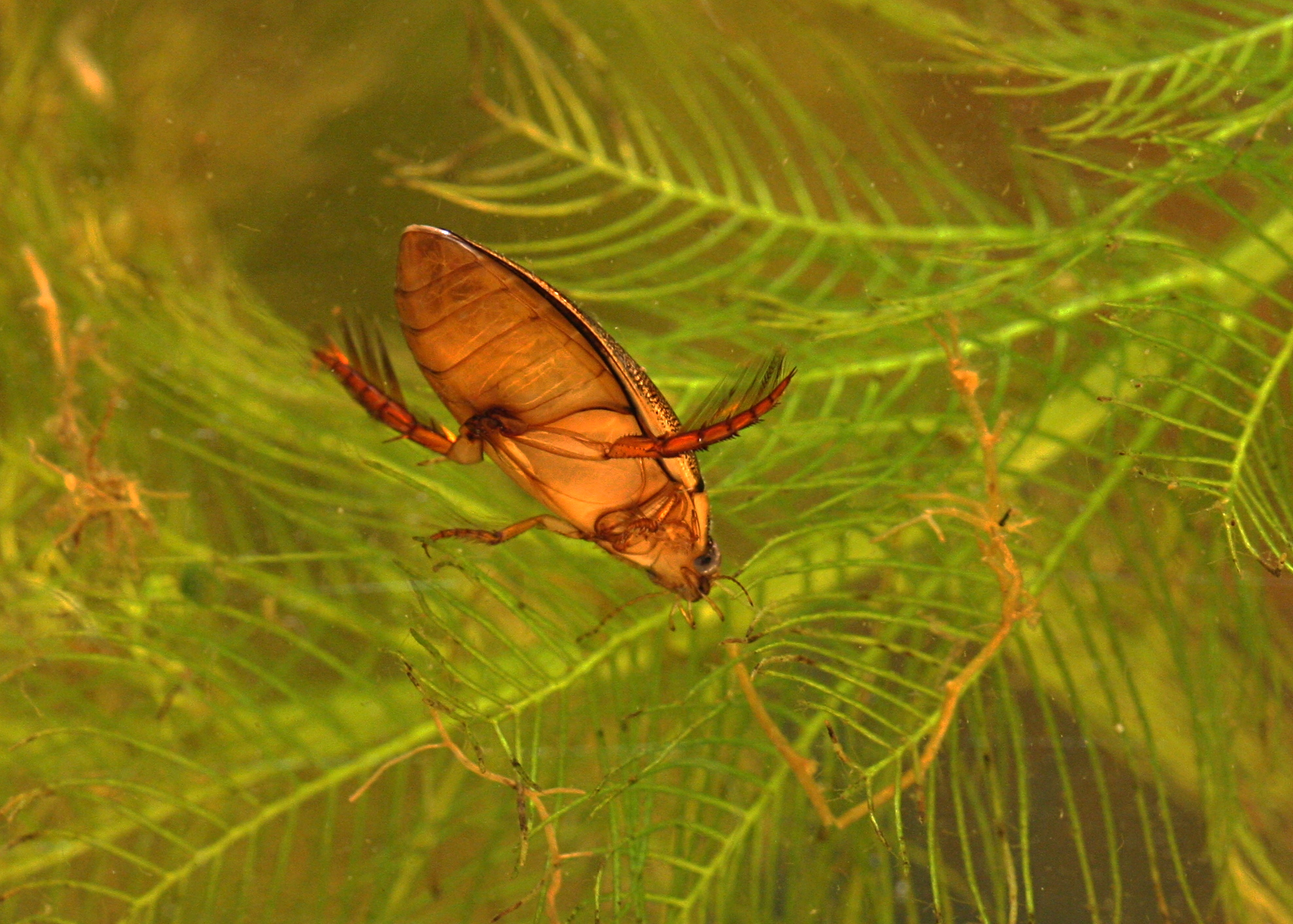
Unterseite

Der Schmalbindige Breitflügel-Tauchkäfer (Graphoderus bilineatus) ist ein Käfer aus der Familie der Schwimmkäfer (Dytiscidae).

## Merkmale
Die Käfer sind länglich-oval und erreichen eine Körperlänge von bis zu 16 Millimetern. die gelbe Bindenzeichnung auf dem Halsschild ist zwei- bis dreimal so breit wie die schwarze Basalbinde. Die Mittel- und Hinterbeine sind mit Schwimmhaaren besetzt. Die Unterseite ist hell. Die Flügeldecken sind breit und flach gerandet.

## Vorkommen
Die Art kommt von Frankreich über Mitteleuropa bis nach Russland und Turkmenistan vor. Ihr Verbreitungsgebiet erstreckt sich über die temperate und nemorale Zone Europas bis Westsibirien. Sie lebt im Flachwasserbereich von großen vegetationsreichen Stillgewässern bis zu einer Wassertiefe von einem Meter. Die Käfer bevorzugen nährstoffarme Gewässer und kommen auch in leicht sauren Moorgewässern vor.

## Lebensweise
Die Käfer sind sehr gute Schwimmer und Flieger. Um neue Lebensräume aufzusuchen, unternehmen sie nächtliche Schwärmflüge. Sie ernähren sich bevorzugt von Blattfußkrebsen und aquatischen Fliegenlarven, aber auch von Grün- und Kieselalgen.

## Schutz
Die IUCN führt den Schmalbindigen Breitflügel-Tauchkäfer weltweit als vulnerable (gefährdet). In Großbritannien gilt er als ausgestorben, in Belgien als verschollen. Er wird als Art von gemeinschaftlichem Interesse in den Anhängen II und IV der Richtlinie 92/43/EWG (Fauna-Flora-Habitat-Richtlinie) geführt und ist daher auch in Deutschland streng geschützt.